# 76式対砲レーダ装置 JMPQ-P7
76式対砲レーダ装置 JMPQ-P7（ななろくしきたいほうレーダそうち ジェイエムピーキューピーなな）は、陸上自衛隊の装備する対砲兵レーダー。

## 概要
主に野戦特科部隊に配備され、野砲などの発射位置や弾着位置特定を行う東芝製の3次元レーダーで、対砲レーダ用装軌車は小松製作所が設計・生産したものである。後継として対砲レーダ装置 JTPS-P16の配備が進められている。

## 来歴
1969年（昭和44年）度、東京芝浦電気社に対して技術調査が委託され、続いて1970年（昭和45年）度・1971年（昭和46年）度には部分試作が行われた。1971年（昭和46年）度末には技術試験に移行し、1972年（昭和47年）2月から3月にかけて富士学校および富士演習場周辺で第1次試験が行われた。この試験では、電気的・機械的基本性能や探知性能など、基本性能の確認が行われた。その後、5月からは探知性能試験・電子防護性能の基本試験および操用性等を対象とする第2次試験に移行した。また7月から8月にかけて行われた第3次試験では、矢臼別演習場において、長射程弾の探知・標定、多弾性の試験等を実施した。
その後、部分試作の成果をもとに、1972年（昭和47年）度・1973年（昭和48年）度に試作が行われ、1973年（昭和48年）度末より技術試験に移行した。まず1974年（昭和49年）3月に富士学校および富士演習場において第1次試験が行われ、標定性能（短射程）、レーダー基本性能、操用性、走行性を対象とする試験が実施された。続いて6月から7月にかけて行われた第2次試験では、矢臼別演習場において、標定性能（短射程および長射程）、レーダー基本性能、および操用性を対象とする試験が実施された。また11月には、第1次試験で実施できなかった長射程弾に対する捕捉・標定試験が行われた。1975年1月から2月にかけて、矢臼別演習場において第3次試験が行われ、寒冷時における標定性能、レーダー基本性能、および操用性を対象とする試験が実施された。

## 構成
本システムは下記のような構成となっている。
- レーダ部
- 標定部
- 電源車JK-1-B

レーダ部は走査空中線装置・回転基台、送信装置、受信処理装置から構成されており、レーダトレーラに搭載されている。長距離火砲対処・複数目標の自動標定機能が求められたことから、走査空中線装置はパッシブ・フェーズドアレイ（PESA）式を採用している。導波管スロットアンテナとフェライト移相器を用いており、方位方向の走査は位相制御により、また俯仰角方向の走査は周波数制御によって行っている。標定方式は3重ビーム方式となっている。これは、ペンシルビームを順次に走査することで、空間上に3枚のビーム幕を形成しておくものである。飛翔する弾丸がこれらの幕を通過する際に得られる弾道上の3点の空間的座標などから、どの弾丸の発射位置ないし弾着位置を標定することができる。
レーダトレーラは2軸6輪（後方はダブルタイヤとなっている）のトレーラーであり、アンテナ部は牽引移動時にはアレイ面を真上に向ける形で約90度倒して固定することができる。また、トレーラ中央部にはレーダー展開時の安定用にアウトリガーを備えている。
一方、標定部は対砲レーダ用装軌車に搭載されている。これは74式自走105mmりゅう弾砲の車体部（73式装甲車の派生型）を基本として、指示計算装置や69式車両無線機JVRC-F5を搭載したものである。走行時乗員は、操縦手1名、車長1名および操作手2名の計4名である。指示計算装置は、レーダ部が捉えた目標の分析を行ない、装置全体の運用を行うものである。表示画面はBスコープとされている。本システムでは、1弾の捕捉によってその発射位置の標定ができるほか、その標定計算中であっても、同時に4弾までの捕捉が可能となっている。なお、対砲レーダ用装軌車には、移動時にレーダトレーラーを牽引する牽引車としての役割もある。
装置は、8名で30分以内に開設・撤収を実施できる。開設後は、装軌車内からの遠隔操作によって装置の始動・停止および標定諸元の設定などを行えるため、2名の操作が可能である。また対砲レーダ用装軌車とレーダトレーラ、電源車は、相互に50メートル離した状態で運用できる。

## 装備部隊・機関
- 特科連隊の情報中隊および特科群の観測中隊のレーダ標定小隊等